# Guantellet

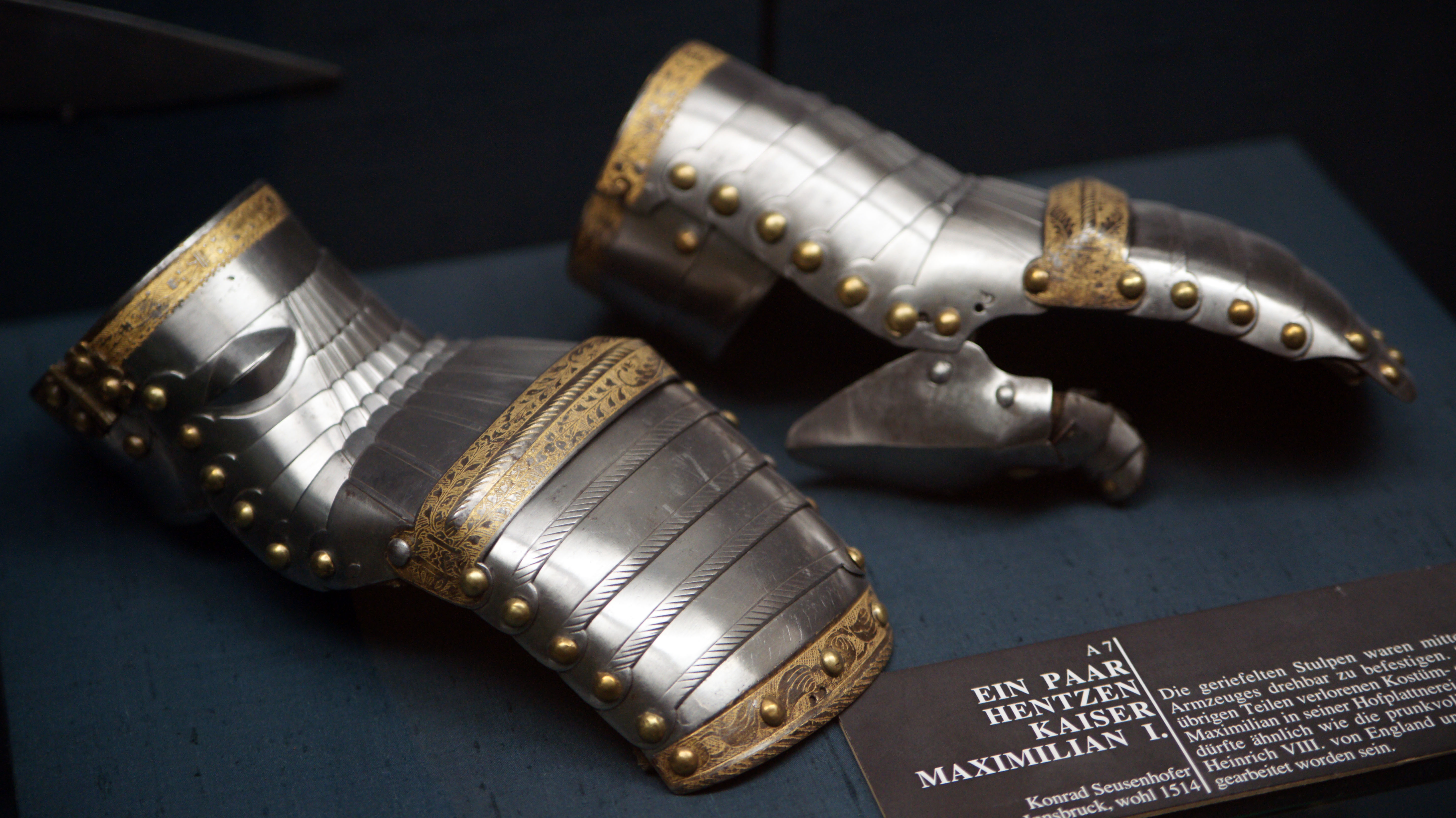
Guantellets de l'Emperador Maximilià I, c. 1514. Museu de Bones Arts (Kunsthistorisches Museu), Viena

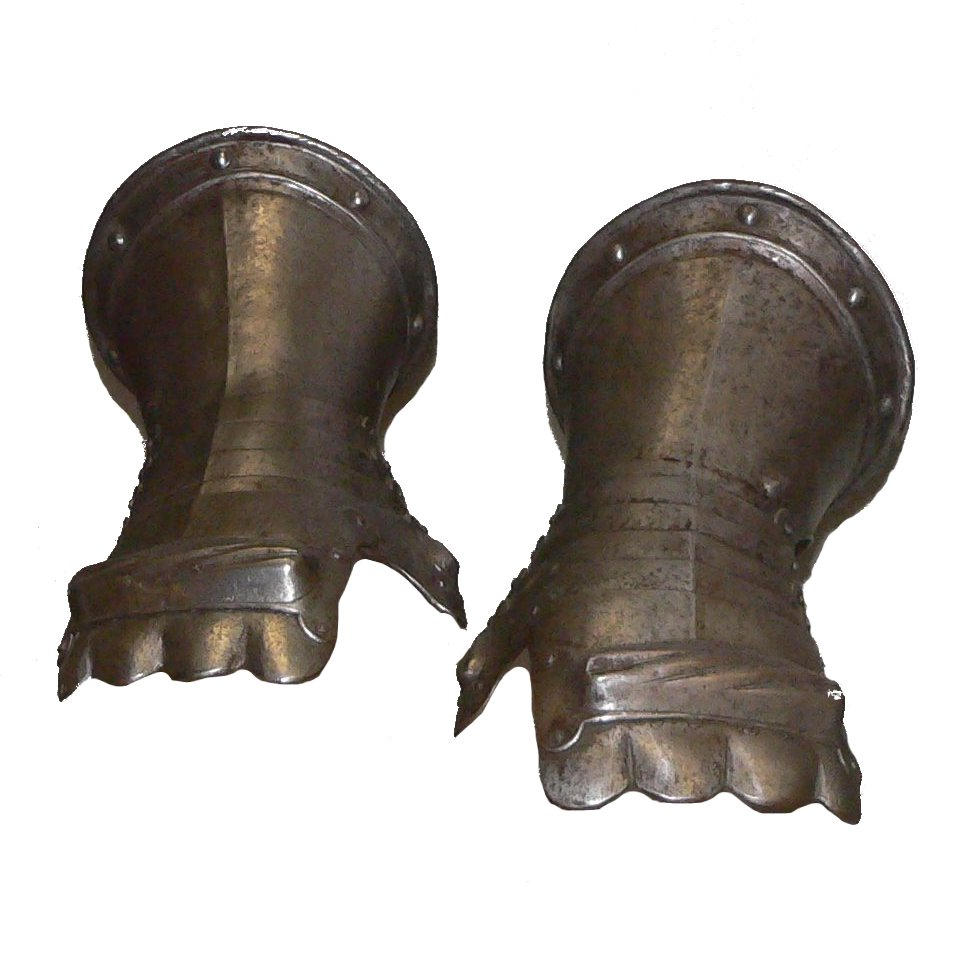
Parell de guantellets, Alemanya, segle XVI tardà

Un guantellet, mandret o manyopla és una varietat de guant que s'ha fet per protegir la mà, usualment construït de ferro o cuir. El guantellet és la peça d'armadura que protegeix la mà i el canell d'un combatent a Europa entre el segle catorzè i l'Edat Moderna. La manyopla o manopla també es pot referir a un guant de cuir sense dits, emprat per sabaters per resguardar-se la mà i per carreters i mariners per defensar-se del fred.

## Armadura
Començant el segle l'onzè, cavallers i soldats europeus van basar la protecció dels seus cossos en l'ús de la cota de malla, com l'ausberg, una armadura en forma de túnica i amb mànigues amples fins al colze. Posteriorment, al segle dotzè, l'ausberg va desenvolupar mànigues més llargues i més estretes, que sovint es complementaven amb mitenes de malla, és a dir guants sense dits excepte pel polze (per bé que algunes van tenir també els dits complets). Aquests guantellets es subjectaven a la vora baixa de la màniga, i protegien les mans de talls i laceracions durant combat, però no pas contra cops forts. No va ser fins al segle catorzè primerenc que els armurers varen començar a dissenyar una armadura de plaques articulades: juntament amb aquest desenvolupament de l'ús de plaques com a manera de protegir el cos dels cops es va desenvolupar la protecció de la mà en forma de guantellets de plaques d'acer. Aquests guantellets van ser crear-se en dues modalitats: sense dits com una mitena (el qual oferia protecció com l'armadura del plaques i que els dits compartissin calor però limitava l'habilitat de moure els dits) així com el guantellet amb tots dits com un guant (el qual, per bé que resultava maldestre i menys còmode en temps freds, permetia el ple ús de tots els dits).